# Gesellschaft der edlen lebendigen selbst gehenden Wasserkunst
Die Gesellschaft der edlen lebendigen selbst gehenden Wasserkunst war ein um die Mitte des 16. Jahrhunderts bestehendes bergmännisches Unternehmen zur Förderung des Bergbaus durch Einführung einer neuen Wasserhebemaschine im Heiligen Römischen Reich Deutscher Nation.

## Geschichte
Zur Wasserhaltung im Montanwesen ist die Verwendung von Wasserkünsten zur Förderung, Hebung und Führung von Wasser seit Jahrtausenden belegt.
Am 16. November 1546 gründeten Erzbischof Hermann V. von Wied (1477–1552) sowie die Grafen Wolfgang, Ludwig, Heinrich, Albrecht Georg und Christoph zu Stolberg in der Hauptstadt der Grafschaft Stolberg im Harz die Gesellschaft der edlen lebendigen selbst gehenden Wasserkunst mit dem Ziel der Nutzung einer neu erfundenen Wasserkunst.
Graf Heinrich zu Stolberg, Graf Ludwig zu Stolberg, Burchard Kranich, Adam Wachendorf und Arnolt von Kempe erhielten am 20. März 1547 eine offizielle Bescheinigung dieser neuen Gesellschaft, vertreten durch den Erzbischof Hermann von Köln, die sie berechtigte, „in allen Nationen“ als Bevollmächtigte der Gesellschaft aufzutreten und zu verhandeln. Simon Becker aus Aarweiler, der neue Faktor der Wasserkunstgesellschaft, einigte sich am 12. April 1547 mit den Gewerken des Bergwerks im thüringischen Saalfeld darauf, dass die Wasserkunst-Gesellschaft alles von der Saalfelder Gewerkschaft gewonnene Kupfer in der Ratswaage zu Saalfeld gegen Bezahlung in Empfang nehmen könne. Am folgenden Osterfeiertag wurde mit Graf Wolfgang zu Stolberg in der Stadt Stolberg ein Abkommen geschlossen, das in der Folgezeit bestimmend für die weitere Entwicklung des Stolberger Montanwesens wurde. Die Einführung der neuentwickelten Wasserhebemaschine wurde auf dem im Südharz gelegenen Schieferbergwerk am Eichenberg beschlossen.
Im Oktober 1547 führte die Gesellschaft die neue Wasserkunst auch im Bergwerk zu Ilmenau im Thüringer Wald ein.
Die Grafen Ludwig und Heinrich zu Stolberg schickten im Spätsommer 1549 zwei Gesandte an den Hof König Ferdinand I. nach Prag. Sie boten dem König an, „…dass ihre Wasserkünstler zu Erhebung der ersoffenen und wassernötigen Zechen und Bergkwercken“ im Gebiet des Heiligen Römischen Reiches deutscher Nation „etliche nützliche und [zu]vor nie gebrauchte Wasserkunft uf iren Costen und Verlag […] anzurichten und in ein bestendig Wesen und Werck zubringen vorhabens“. Diese Bitte gewährte der König den beiden Stolberger Grafen, da ihm versichert wurde, dass ihm dadurch kein Schaden entstehen würde. Am 18. September 1549 unterzeichnete Kaiser Ferdinand in Prag eine Urkunde, in der er die Grafen und die Mitverwandten der Wasserkunst in den königlichen Schutz und Schirm nahm. Außerdem sollte innerhalb von 20 Jahren die Beteiligten das Recht haben, ihre Wasserkunst in den Bergwerken innerhalb der habsburgischen Länder einzubauen. In keinem Bergwerk durfte eine andere Kunst ohne Vorwissen der Wasserkunstgesellschaft eingesetzt werden.
Mit diesem weitreichenden Freibrief des Königs hatten die Stolberger Grafen ein wichtiges Ziel erreicht. Im Fall, dass die Wasserkunstanlage tatsächlich ein Erfolg gewesen wäre, hätten sie in Mitteleuropa das Monopol für diese Neuerung gehabt. Letztendlich bewährte sich die Kunst nicht und es wurden Vorwürfe des Betruges erhoben. Graf Heinrich schrieb um 1549 von der „Kölner Schwindelgesellschaft“, die „rechtzeitig durchschaut“ worden sei. Nichtsdestoweniger versuchten die Gesellschafter weiterhin, ihr Wunderwerk in Kursachsen und anderswo gewinnbringend an den Mann zu bringen. Mitte der 1550er-Jahre stellte die Gesellschaft wegen Unrentabilität und Verschuldung ihre Tätigkeit ein.
Über die technische Ausführung dieser „neuartigen“ Wasserkunst ist nichts überliefert. Die Teilhaber bestanden auf strikter Geheimhaltung, auch vor den Gewerken der Bergwerke, in denen die Kunst eingebaut wurde.